# Listă de politicieni italieni implicați în scandaluri publice
Aceasta este o listă de politicieni italieni implicați în scandaluri publice:

## Prim-miniștri
- Silvio Berlusconi a primit în anul 2013 o condamnare definitivă la închisoare, pentru fraudă fiscală.[1] Berlusconi nu a ajuns în spatele gratiilor, din cauza vârstei înaintate, dar a fost exclus din Senat.[1] De asemenea, Berlusconi a fost condamnat la șapte ani de închisoare în dosarul de prostitutie cu minore și abuz de putere, dar decizia nu este definitivă.[1]